# Charles Ricketts
Pour les articles homonymes, voir Ricketts.
Charles Ricketts ou Charles de Sousy Ricketts (né le 2 octobre 1866 à Genève et mort le 7 octobre 1931 à Londres) est un artiste (dessinateur, illustrateur, imprimeur, etc.) et collectionneur d'art britannique. Il fut l'animateur des Vale Press, le créateur de nombreux costumes de scène et le compagnon de Charles Haslewood Shannon.

## Biographie
Charles de Sousy Ricketts était le fils de Charles Robert Ricketts (1838–1883), un officier de marine et peintre de marine anglais et de son épouse française, née Hélène Cornélie de Soucy (1833/4–1880), fille du marquis de Soucy. Il passa son enfance entre Lausanne et Londres et sa jeunesse entre Amiens et Boulogne[Lequel ?]. À la mort de sa mère, en 1880, il partit s'installer avec son père et sa jeune sœur à Londres, alors qu'il ne parlait presque pas l'anglais. Il avait été éduqué par des précepteurs à domicile et n'avait jamais vraiment pu avoir de scolarité en raison de sa santé fragile. Par contre, il passait énormément de temps dans les musées. En 1882, il entra à la Lambeth School of Art de Kennington où il s'initia à la gravure.
Le jour de ses seize ans, il rencontra l'homme avec qui il allait vivre toute sa vie, le peintre Charles Haslewood Shannon, de trois ans son aîné. Ensemble, ils fondèrent le magazine d'art The Dial, ardent défenseur des préraphaélites et du symbolisme. Avec l'héritage de Ricketts, grand admirateur de William Morris, les deux hommes fondèrent la Vale Press (du nom de leur maison dans Chelsea) et publièrent plus de quatre-vingts ouvrages qu'ils illustrèrent eux-mêmes, et surtout dont ils réalisèrent eux-mêmes les gravures plutôt que de faire appel à un graveur professionnel. Leurs œuvres les plus connues sont le Silverpoints de John Gray (en) en 1893 et le Sphinx d'Oscar Wilde en 1895. La Vale Press publia de nombreux classiques britanniques. Pour ses presses, Ricketts inventa trois polices nouvelles. Cependant, les ateliers furent détruits par un incendie en 1899 et Ricketts abandonna l'imprimerie.

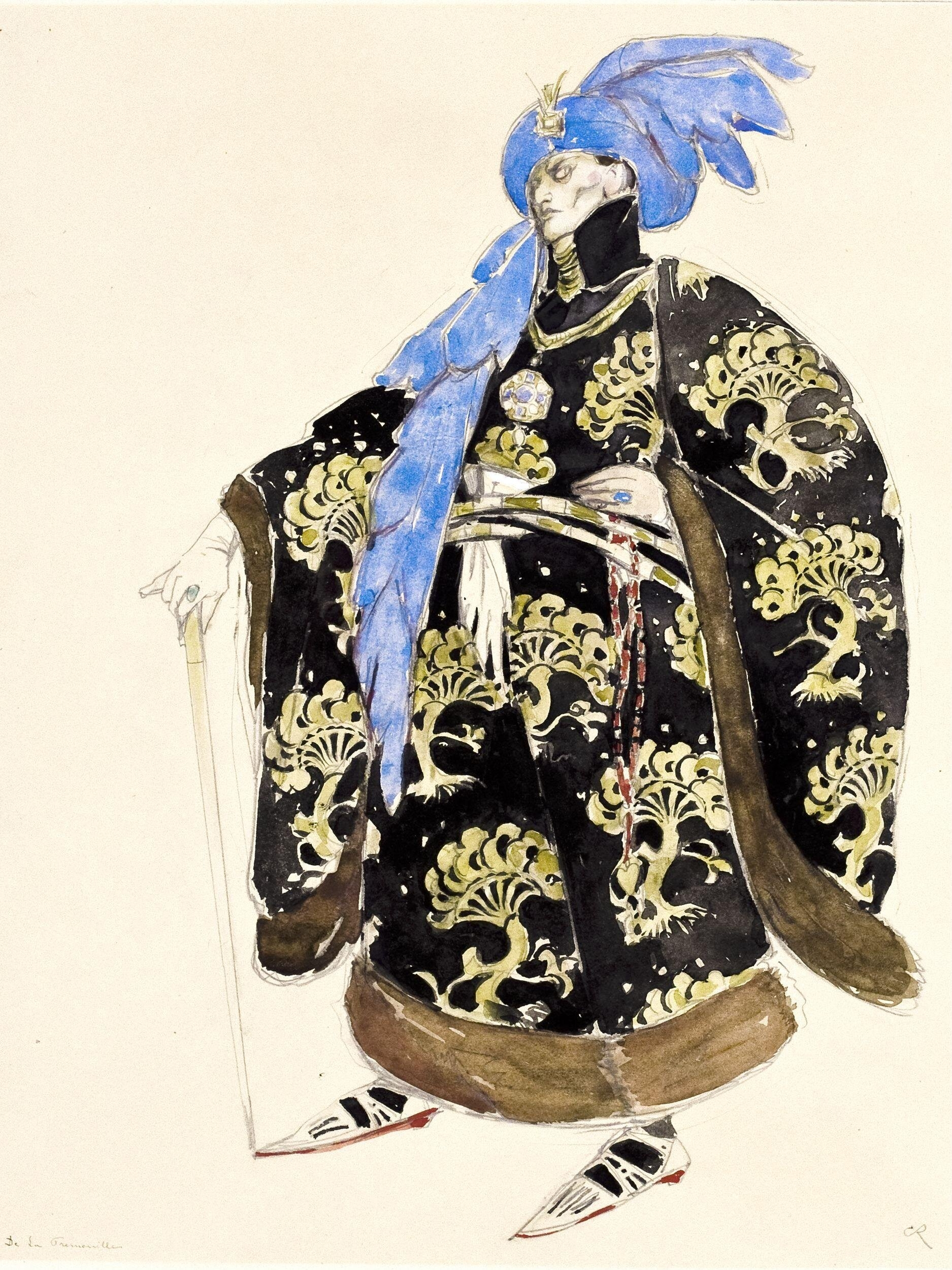
Costume pour La Trémouille dans la Sainte Jeanne de George Bernard Shaw.

Il s'était alors lancé dans la peinture symbolique (The Betrayal of Christ 1904, The Death of Don Juan 1911, Bacchus in India 1913, etc.) et la sculpture dans le genre de Rodin (Silence en mémoire d'Oscar Wilde, Orphée et Eurydice, etc.). Membre de l'International Society of Sculptors, Painters and Gravers il fut élu à la Royal Academy of Arts (Associate en 1922, membre en 1928). Il créa des costumes de théâtre : pour la représentation (privée) de la Salomé d'Oscar Wilde en 1906, pour le King's Threshold de William Butler Yeats en 1914 ou pour la Sainte Jeanne de George Bernard Shaw en 1924 qui est considéré comme sa plus belle production.
Charles Ricketts et Charles Haslewood Shannon étaient aussi de grands collectionneurs : peinture française et anglaise, antiquités égyptiennes et grecques, miniatures persanes et gravures japonaises. La qualité de sa collection et son expertise firent que la direction de la National Gallery britannique lui fut proposée, mais il refusa. Il fut par contre conseiller du musée des beaux-arts du Canada de 1924 à 1931. La collection fut dispersée entre divers musées, la majeure partie étant au Fitzwilliam Museum de Cambridge. Ils étaient amis de Glyn Philpot et Vivian Forbes. Ils eurent pour mécène et ami Edmund Gabriel Davis et son épouse Mary.
À la fin de leur vie, Shannon fut victime d'une maladie mentale (probablement Alzheimer) qui le rendit très agressif contre Ricketts. Celui-ci dut vendre un tapis persan pour 4 000 £ afin de faire soigner son compagnon. Il mourut d'une angine de poitrine en octobre 1931, sept ans avant Shannon.